# Jonas Narmontas
Jonas Narmontas (ur. 14 września 1960 we wsi Sriauptai) – litewski wioślarz reprezentujący ZSRR, brązowy medalista igrzysk olimpijskich i pięciokrotny medalista mistrzostw świata.

## Kariera
Wystąpił na igrzyskach olimpijskich w Moskwie w 1980, gdzie osada ZSRR w składzie: Wiktor Kakoszyn, Andrij Tyszczenko, Ołeksandr Tkaczenko, Jonas Pinskus, Jonas Narmontas, Andrij Łuhin, Ołeksandr Mancewycz, Ihar Majstrenka i Hryhorij Dmytrenko (sternik) zajęła trzecie miejsce w ósemkach. W finale uplasowali się o 3,61 sekundy za osadą NRD i o 0,74 sekundy za osadą Wielkiej Brytanii. Brał też udział w igrzyskach olimpijskich w Seulu w 1988, gdzie w rywalizacji czwórek ze sternikiem osada ZSRR odpadła w półfinałach.
Na mistrzostwach świata w Monachium (1981) wywalczył wspólnie z Zigmasem Gudauskasem, Nikołajem Sołomachinem, Władimirem Kryłowem, Wiktorem Didukiem, Stasysem Narušaitisem, Jonasem Pinskusem, Iharem Majstrenką i Władimirem Niżegorodowem złoty medal w ósemkach. Następnie był trzeci w czwórkach ze sternikiem na mistrzostwach świata w Duisburgu (1983), powtarzając ten wynik na mistrzostwach świata w Tasmanii (1990). W międzyczasie zdobywał srebrne medale w czwórkach bez sternika na mistrzostwach świata w Hazewinkel (1985) i mistrzostwach świata w Kopenhadze (1987). 
Wielokrotnie zdobywał mistrzostwo ZSRR: w ósemkach w 1981, czwórkach ze sternikiem w latach 1981–1983 i 1988–1990 oraz czwórkach bez sternika w latach 1984, 1986 i 1987. Uhonorowany tytułem Zasłużonego Mistrza Sportu ZSRR. W 1985 ukończył studia na Litewskim Instytucie Kultury Fizycznej (obecnie Litewski Uniwersytet Sportowy) w Kownie. Po zakończeniu kariery pracował jako trener. W latach 1992–1995 był przedsiębiorcą, a w latach 1995–2009 pracował w Departamencie Bezpieczeństwa Litewskiego Ministerstwa Spraw Wewnętrznych.